# Могила (ботанічний заказник, Бережанський район)
«Моги́ла» — ботанічний заказник місцевого значення в Україні. Розташований на схід від села Демня Тернопільського району Тернопільської області. 
Площа — 3,2 га. Створений відповідно до рішення виконкому Тернопільської обласної ради № 189 від 30 серпня 1990 року. Перебуває у віданні СП ім. Б. Хмельницького. 
Під охороною — лучно-степові та лучні фітоценози. Цінні — дев'ятисил осотовий, занесений до Європейського Червоного списку та Червоної книги України, гіпокрепіс чубатий, горицвіт весняний, гадючник звичайний, півники угорські, сон широколистий, осока низька — вид, занесений до Переліку рідкісних і таких, що перебувають під загрозою зникнення, видів рослин на території Тернопільської області. 
Місце оселення корисної ентомофауни.